# Ла Мянь
Ламянь (упр. 拉面, кит. трад. 拉麵, пиньинь Lāmiàn) — разновидность китайской лапши из мягкой пшеничной муки, которая особенно распространена в северном Китае. Ламянь изготавливается путем скручивания, растягивания и складывания теста в жгуты (пряди, нити) вручную.  Длина и толщина нитей зависит от того, сколько раз складывается тесто.  Этот уникальный способ приготовления лапши зародился в Китае.  «Сун Ши Ян Шэн Бу» (упр. 宋氏养生部, кит. трад. 宋氏養生部, пиньинь Lāmiàn), написанная Сун Сюй и датируемая 1504 годом, содержит самое раннее описание метода изготовления Ламянь.  Отличительной особенностью теста для тянутой лапши, которая позволяет лапше тянуться и делает её особенно скользкой и плотной, является включение в состав щелочных добавок (алкалиновая вода, поташ, карбонат натрия, натрон). 

## Описание

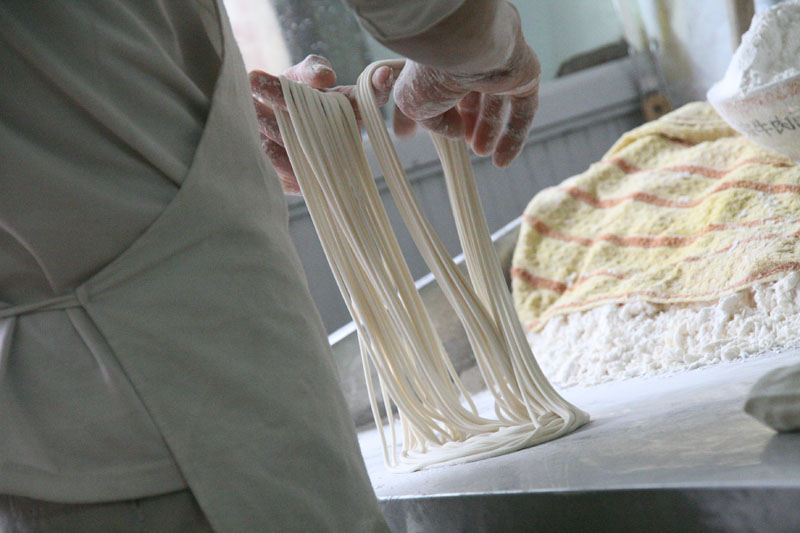
Ланьчжоуский ламянь после многократного растяжения

Процесс ручного изготовления включает в себя взятие куска теста и многократное его растягивание для получения множества нитей тонкой длинной лапши. Буквально lā (拉) означает «тянуть» или «растягивать», а miàn (面) означает «лапша».
Существует несколько способов приготовления лапши, но все они используют одну и ту же концепцию: как уже было упомянуто, тесто из сдобной муки многократно растягивают и складывают, чтобы выровнять структуру и разогреть тесто. Затем его раскатывают до рабочей толщины и разрезают на порции. Крайние куски заготовки, которые остаются в руках мастера, никогда не используются, так как клейковина в них не так выровнена, как в средних кусках.
Тесто вытягивается на длину вытянутой руки, затем мастер делает петлю из теста, соединяя два конца в один клубок, и вставляет в неё пальцы, чтобы не дать пряди прилипнуть к самой себе. Таким образом, мастер удваивает длину теста, уменьшая его толщину. Этот процесс повторяется несколько раз, пока не будет достигнута желаемая толщина и количество прядей. Некоторые мастера между этапами растягивания окунают пряди в муку, чтобы они оставались разделенными. Чтобы удалить излишки муки, лапшу обычно ударяют о кухонную доску.
В Ланьчжоуском способе тесто обрабатывается агрессивно. Его вытягивают прямыми, быстрыми движениями, без скручивания или размахивания. Некоторые мастера предпочитают чаще удалять излишки муки, чтобы добиться равномерного растяжения и одинаковой толщины. Мука иногда используется для посыпки нитей и предотвращения прилипания.
При пекинском способе приготовления тесто скручивают, деликатно растягивают, размахивая руками и телом, затем раскручивают, делая петлю, чтобы получить двойную нить и так далее. При растягивании координируют взмахи туловищем и руками, чтобы увеличить потенциальную длину лапши, превышающую размах рук мастера. В этом способе приготовления лапши мука используется более обильно, чем в способе приготовления в Ланьчжоуском способе.
Существует также способ подачи перед гостями, когда мастер по приготовлению лапши растягивает одну толстую, плоскую прядь теста между двумя руками. Это обычно делается для зрелищности и предполагает, что мастер крутится и вертится, подобно китайскому танцору с лентами.

## Сноски
1. 1 2 3 4  Silvano Serventi, Françoise Sabban, Francoise Sabban. Pasta : the story of a universal food. — New York : Columbia University Press, 2002. — С. 334, 337. — 474 с. — ISBN 978-0-231-12442-3.